# Subud
Subud – ponadreligijna organizacja non-profit zrzeszająca ludzi o różnych poglądach i zainteresowaniach,  różnych ras i narodowości. Jej założycielem był sufi z Jawy Bapak Muhammad Subuha (ur. 1901). Doznał on w 1925 roku niezwykłej iluminacji, którą, traktując jako bezpośredni dar od Boga, zaczął przekazywać innym ludziom. Do 1957 roku subud trafił do Europy i Ameryki, dziś obejmuje ponad 60 krajów na całym świecie. 
Nazwa subud pochodzi od trzech sanskryckich pojęć: susila („prawe życie”), budhi („siła wewnętrzna”) i dharma („poddanie się boskiej mocy”). Znaczenia podane w nawiasach właściwie streszczają charakter stowarzyszenia, którego zasadniczym celem jest dobre życie całkowicie „poddane woli bożej”. Subud nie zakłada żadnych ideologii, nie podaje wskazówek ani maksym życiowych a cała jego filozofia sprowadza się do latihanu („duchowych ćwiczeń”). Latihan przychodzi z woli Boga – jest półgodzinnym stanem, który różne osoby odczuwają na swój własny sposób. Jest doświadczeniem, dzięki któremu można otrzymać specjalne łaski od Boga i wzmocnić swe duchowe z nim więzy. Każdy człowiek posiada niepowtarzalne cechy i może je poprzez latihan wzmacniać i doskonalić.